# Alianza del Centro (Australia)
La Alianza del Centro, anteriormente conocido como el Equipo Nick Xenophon (NXT), es un partido político centrista australiano con sede en el estado de Australia Meridional.
El enfoque ideológico del partido es una combinación de políticas socialmente liberales y populistas,inspiradas en las posiciones de Xenophon.Sus miembros actuales han declarado de diversas maneras su apoyo al matrimonio entre personas del mismo sexo, la reforma de la Comunidad de Inteligencia Australiana, la acción sobre el cambio climático, el apoyo a los veteranos militares, recortes de impuestos asequibles, la fabricación australiana (incluido el gasto en la industria de defensa) y la legalización de la eutanasia.

## Resultados electorales

### Elecciones federales
|  | 1.85 % |

|  | 0.33 % |

|  | 0.25 % |